# Finn márka
A finn márka (finnül: Suomen markka, svédül: finsk mark) Finnország pénzneme volt 1860-tól 1963-ig, amikor 1:100 arányban denominálták, és az új márka 1963-tól az euró 2002-es megjelenéséig forgalomban maradt. A pénznem szokásos jelölése a címlet után írt mk volt. Váltópénze a penni (1 márka = 100 penni). A bankjegyek és érmék feliratai finn és svéd nyelven is szerepeltek.

## Érmék
| Képek   | Képek  | Érték     | Érték     | Paraméterek | Paraméterek | Paraméterek | Paraméterek                    | Leírás | Leírás              | Verési év |
| Hátlap  | Előlap | Névérték  | Érték (€) | Átmérő      | Vastagság   | Tömeg       | Összetétel                     | Perem  | Előlap              | Verési év |
| ------- | ------ | --------- | --------- | ----------- | ----------- | ----------- | ------------------------------ | ------ | ------------------- | --------- |
|         |        | 1 penni   | €0,002    | 15,5 mm     | 1,11 mm     | 1,6 g       | Réz                            | Sima   | Szimbólum           | 1963-1969 |
|         |        | 1 penni   | €0,002    | 15,75 mm    | 1 mm        | 0,45 g      | Alumínium                      | Sima   | Szimbólum           | 1969-1979 |
|         |        | 5 penniä  | €0,008    | 18,5 mm     | 1,36 mm     | 2,6 g       | Réz                            | Sima   | Szimbólum           | 1963-1977 |
|         |        | 5 penniä  | €0,008    | 18 mm       | 1,43 mm     | 0,8 g       | Alumínium                      | Sima   | Szimbólum           | 1977-1990 |
|         |        | 10 penniä | €0,017    | 20 mm       | 1,4 mm      | 3 g         | Alumínium-bronz                | Recés  | Címeroroszlán       | 1963-1982 |
|         |        | 10 penniä | €0,017    | 20 mm       | 1,57 mm     | 1 g         | Alumínium                      | Sima   | Címeroroszlán       | 1983-1990 |
|         |        | 10 penniä | €0,017    | 16,3 mm     | 1 mm        | 1,8 g       | Réz-nikkel                     | Sima   | Gyöngyvirág         | 1990-2001 |
|         |        | 20 penniä | €0,034    | 22 mm       | 1,75 mm     | 4,5 g       | Alumínium-bronz                | Recés  | Címeroroszlán       | 1963-1990 |
|         |        | 50 penniä | €0,084    | 25 mm       | 1,7 mm      | 5,5 g       | Alumínium-bronz                | Recés  | Címeroroszlán       | 1963-1990 |
|         |        | 50 penniä | €0,084    | 19,7 mm     | 1,57 mm     | 3,3 g       | Réz-nikkel                     | Recés  | Európai barna medve | 1990-2001 |
|         |        | 1 márka   | €0,168    | 24 mm       | 1,7 mm      | 6,4 g       | Billon (.350 ezüst)            | Írásos | Címeroroszlán       | 1964-1968 |
| 1,79 mm | 6,1 g  | 1 márka   | €0,168    | 24 mm       | Réz-nikkel  | 1969-1993   |                                | Írásos | Címeroroszlán       |           |
|         |        | 1 márka   | €0,168    | 22,25 mm    | 1,94 mm     | 5 g         | Alumínium-bronz                | Sima   | Címeroroszlán       | 1993-2001 |
|         |        | 5 márka   | €0,841    | 26,3 mm     | 2,05 mm     | 8 g         | Alumínium-bronz                | Írásos | Jégtörőhajó         | 1972-1978 |
|         |        | 5 márka   | €0,841    | 26,2 mm     | 2,1 mm      | 8 g         | Alumínium-bronz                | Írásos | Jégtörőhajó         | 1979-1993 |
|         |        | 5 márka   | €0,841    | 24,5 mm     | 1,8 mm      | 5,5 g       | Réz-alumínium-nikkel           | Írásos | Saimaai gyűrűs fóka | 1992-2001 |
|         |        | 10 márka  | €1,682    | 27,25 mm    | 2 mm        | 8,8 g       | Sárgaréz mag, réz-nikkel gyűrű | Sima   | Siketfajd           | 1993-2001 |

## Bankjegyek

### A finn márka 1860 és 1963 között

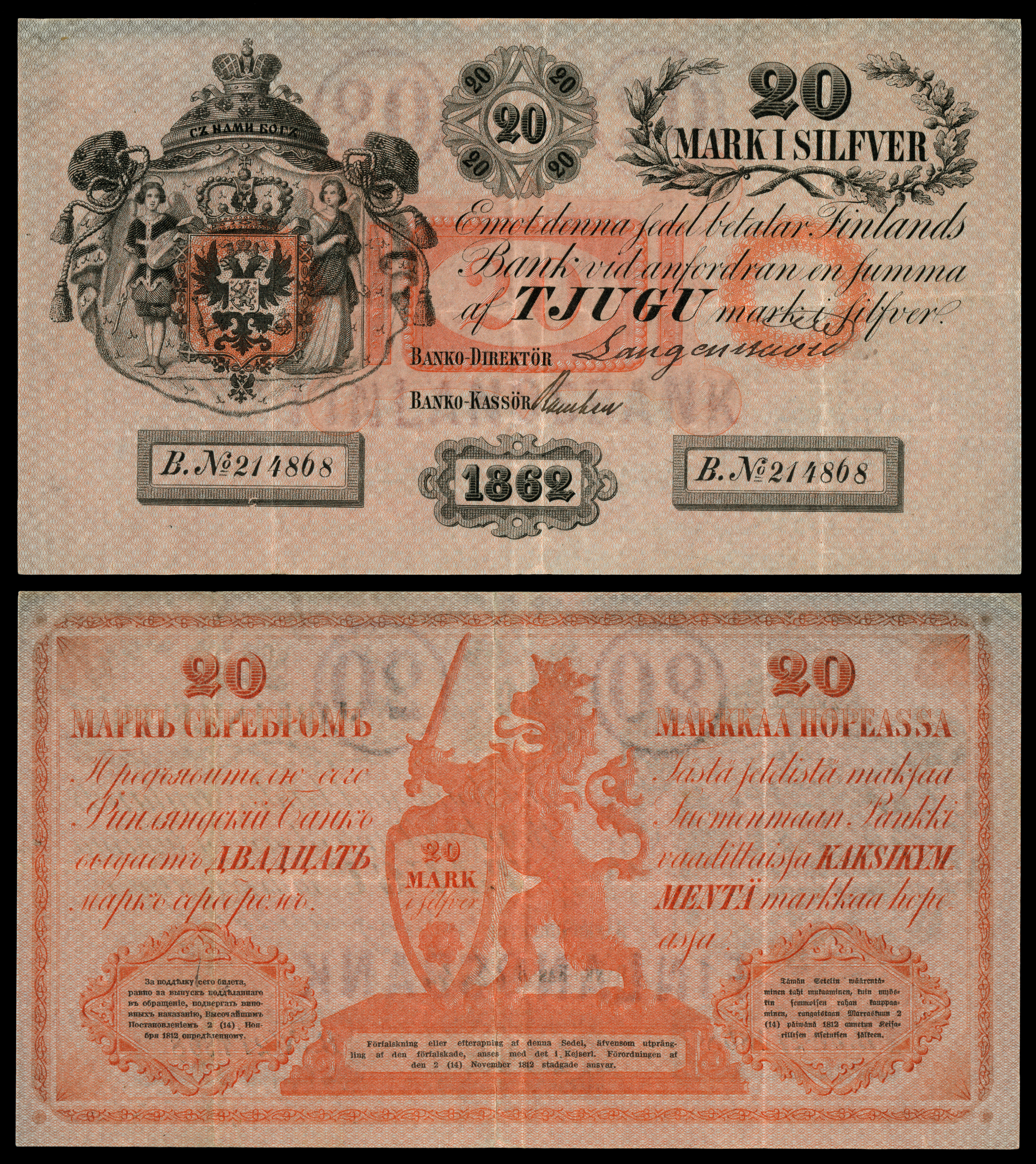
Az Orosz Birodalom autonóm Finn Nagyhercegségének 1862-es kiadású 20 márkás bankjegye.

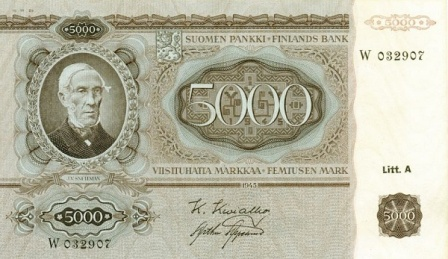
5000 valutareform előtti finn márka 1945 (LittA).Juhana Vilhelm Snellman portréjával.

A finn jegybank (Suomen Pankki) 1841-ben adta ki első rubel bankjegyeit. Az 1809-ig svéd fennhatóság alá tartozó Finnország 1809-től  1917. december 6-ig az Orosz Birodalom autonóm nagyhercegségeként létezett. A Finn Nagyhercegség 1860-ban vezette be a  finn márka valutát, ennek árfolyama csak 1865-ig volt rögzítve 1 rubel = 4 márka árfolyamon a cári pénzhez. Ezzel a ténnyel magyarázhatóak a korszak olyan furcsa névértékű bankói, mint a 12 márkás (=3 rubel, amely Oroszországban tradicionális címlet), vagy a 40 márkás (=10 rubel). A finn papírpénzeken az orosz fennhatóság alatt finn, svéd és orosz, a függetlenné válás után pedig egészen az euró bevezetéséig finn és svéd nyelvű feliratok voltak olvashatóak. Az első, majd a második világháború következtében jelentős infláció lépett fel. Az 1922-es bankjegyszériát Gottlieb Eliel Saarinen tervezte, ennek az 50, 100, 500 és 1000 márkásain szereplő férfiak és nők meztelen csoportképei kisebb botrányt váltottak ki annak idején. 1939-ben bocsátották ki az első 5000 márkást Johan (Juhana) Vilhelm Snellman portréjával, még 1945-ben új 50 és 100 márkás került forgalomba előoldalán Finnország címerével. 1955-ben a korábbi nagyméretű címletekkel szemben jóval kisebb, 142 X 69 mm-es, modern szériát vezettek be, ezután ilyen méretű maradt az összes finn márka bankjegy egészen az euró bevezetéséig. 

### 1963-as sorozat
1963. január elsején Finnországban valutareformot hajtottak végre, 1 új márka 100 régivel lett egyenlő. Az új címletsorban 1, 5, 10, 50 és 100 márkás bankjegyek kerültek kibocsátásra. Az előző, 1955-ös szériájú, Tapio Wirkka tervezte régi márka bankjegyek átalakított változatai voltak. Az egymárkás előoldalán gabonakalászok, az ötösén fenyőág, a tízesén Juho Kusti Paasikivi (1870-1956) finn köztársasági elnök portréja, az ötvenesén Kaarlo Juho Ståhlberg (1865-1952) finn köztársasági elnök, a százasén pedig Johan (Juhana) Vilhelm Snellman (1806-1881) filozófus, államférfi képmása szerepelt, mindegyik hátoldalára egységesen Finnország címere került. Az előoldalon csak finn, a hátoldalon finn és svéd feliratok szerepeltek. 1975-ben bevezették az 500 márkás címletet Urho Kaleva Kekkonen (1900-1986) portréjával. Ennek az 500 márkásnak az érdekessége, hogy egy élő személy, Finnország akkor hivatalban lévő köztársasági elnöke került rá, s ez meglehetősen szokatlan eljárás a modern demokratikus világban. Az ötszázas hátoldalán Finnország címere mellett a kilenc történelmi finn tartomány címere szerepelt. 1976-ban új típusú 100-as, 1977-ben új 50-es, 1980-ban pedig új 10 márkás került forgalomba ugyanazon személyek portréjával, de más dizájnnal, a hátoldalukon az államcímerrel.
| Képek  | Képek  | Névérték  | Méret       | Leírás                 | Leírás                                           | Nyomtatási évek | Jegyzet |
| Előlap | Hátlap | Névérték  | Méret       | Előlap                 | Hátlap                                           | Nyomtatási évek | Jegyzet |
| ------ | ------ | --------- | ----------- | ---------------------- | ------------------------------------------------ | --------------- | ------- |
|        |        | 1 márka   | 142 × 69 mm | Búzakalászok           | Finnország címere                                | 1963            | [ 19 ]  |
|        |        | 5 márka   | 142 × 69 mm | Fenyőágak              | Finnország címere                                | 1963            | [ 20 ]  |
|        |        | 10 márka  | 142 × 69 mm | Juho Kusti Paasikivi   | Finnország címere                                | 1963            | [ 21 ]  |
|        |        | 10 márka  | 142 × 69 mm | Juho Kusti Paasikivi   | Finnország címere                                | 1980            | [ 22 ]  |
|        |        | 50 márka  | 142 × 69 mm | Kaarlo Juho Ståhlberg  | Finnország címere                                | 1963            | [ 23 ]  |
|        |        | 50 márka  | 142 × 69 mm | Kaarlo Juho Ståhlberg  | Finnország címere                                | 1977            | [ 24 ]  |
|        |        | 100 márka | 142 × 69 mm | Johan Vilhelm Snellman | Finnország címere                                | 1963            | [ 25 ]  |
|        |        | 100 márka | 142 × 69 mm | Johan Vilhelm Snellman | Finnország címere                                | 1976            | [ 26 ]  |
|        |        | 500 márka | 142 × 69 mm | Urho Kekkonen          | Finnország és kilenc történelmi tartomány címere | 1975            | [ 27 ]  |

### 1986-os sorozat
1986-ban teljesen új, Erik Bruun (1926- ) tervezte  széria debütált, ezen a korábbi márka bankjegyekről ismerős neves finnek képmásait is lecserélték más hírességekére.  A 10, 20, 50 és a 100 márkáson szereplő személyek Finnország 1917 óta tartó függetlenségének, az 500 márkás az 1917 előtti orosz, illetve az 1000 márkás az 1809 előtti svéd fennhatóság időszakát idézte fel. A bankjegysorozat első tagját, a 10 márkás bankjegyet 1993-ban kivonták a forgalomból, és ugyanebben az évben ennek helyettesítésére bevezettél a 20 márkás bankjegyet. Az 1991-ben biztonságtechnikai szempontból felújították az 1986-os szériát. Az 50 és 100 márkás címletek többek között rejtett képpel és bújtatott fémszállal, még az 500 és 1000 márkások hologrammal és bújtatott fémszállal lettek ellátva  (1986 Litt.A  széria - azaz 1986-os második (1991-es) széria). Az eredetileg rejtett képes, bújtatott fémszálas 1993-as 20 márkás második, 1997-es (1993 Litt.A) kiadása  szintén hologramot kapott, s színezése is egyszerűbb lett. Ezek a címletek ez első, 1986-os kibocsátáshoz képest már nem csak a hát-, hanem az előoldalukon is hordoztak svéd nyelvű feliratokat. Ugyan az 5000 márkás (840.94€) címletet is megterveztette a finn jegybank, de ennek bevezetésétől végül elálltak. Az ötezres előoldalára Mikael Agricola (1510-1557) reformátor, teológus, lelkész és nyelvész képmása került volna, a hátoldalára pedig a Turku-i katedrális.

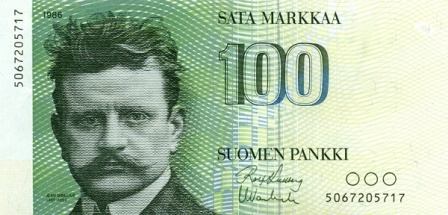
100 finn márka 1986. Első kiadás bújtatott fémszál, rejtett kép és előoldali svéd feliratok nélkül.

| Kép    | Kép    | Névérték                  | Értéke euróban | Szín     | Leírás                                          | Leírás                                  |
| Előlap | Hátlap | Névérték                  | Értéke euróban | Szín     | Előlap                                          | Hátlap                                  |
| ------ | ------ | ------------------------- | -------------- | -------- | ----------------------------------------------- | --------------------------------------- |
|        |        | 10 márka 10 markkaa       | 1,68 €         | kék      | Paavo Nurmi (1897–1973), olimpiai bajnok atléta | Olimpiai Stadion (Helsinki)             |
|        |        | 20 márka 20 markkaa       | 3,36 €         | kék      | Väinö Linna (1920–1992), szerző és író          | Tammerkoski                             |
|        |        | 50 márka 50 markkaa       | 8,41 €         | barna    | Alvar Aalto (1898–1976), építész                | Finnlandia csarnok                      |
|        |        | 100 márka 100 markkaa     | 16,82 €        | zöld     | Jean Sibelius (1865–1957), zeneszerző           | Hattyúk                                 |
|        |        | 500 márka 500 markkaa     | 84,09 €        | vörös    | Elias Lönnrot (1802–1884), a Kalevala szerzője  | Erdei túraútvonal                       |
|        |        | 1 000 márka 1 000 markkaa | 168,19 €       | kék/lila | Anders Chydenius (1729–1803), pap és államférfi | Kuninkaanportti kapuja a Suomenlinnaban |

### Érdekességek
A finn papírpénzek különlegessége a hitelesítő aláírás változatok nemzetközi viszonylatban elképesztően magas száma, ez az 1963-as valutareform után is jellemző volt. Például az 1963-as típusú 10 márkást 1980-ig tartó kibocsátási időszaka alatt 155 különböző szignóváltozatban hozták forgalomba.